# 269 هـ
269 هـ هي سنة في التقويم الهجري امتدت مقابلةً في التقويم الميلادي بين سنتي 882 و883.

## مواليد
- ابن مسرة

## وفيات
- ابن المواز

- أبو حمزة البغدادي البزاز